# USS Halibut (SS-232)
USS Halibut (SS-232) là một tàu ngầm lớp Gato từng phục vụ cùng Hải quân Hoa Kỳ trong Chiến tranh Thế giới thứ hai. Nó là chiếc tàu chiến đầu tiên của Hải quân Hoa Kỳ được đặt cái tên này, theo tên loài cá dẹt thuộc bộ Cá bơn. Nó đã phục vụ trong Thế chiến II, thực hiện tổng cộng mười chuyến tuần tra, đánh chìm 12 tàu Nhật Bản với tổng tải trọng 45.257 tấn. Bị hư hại đáng kể sau chuyến tuần tra thứ mười vào cuối năm 1944, con tàu được cho xuất biên chế sau khi xung đột chấm dứt vào năm 1945, rồi cuối cùng bị bán để tháo dỡ hai năm sau đó. Halibut được tặng thưởng danh hiệu Đơn vị Tuyên dương Hải quân cùng bảy Ngôi sao Chiến trận do thành tích phục vụ trong Thế Chiến II.

## Thiết kế và chế tạo
Lớp tàu ngầm Gato được thiết kế cho mục đích một tàu ngầm hạm đội nhằm có tốc độ trên mặt nước cao, tầm hoạt động xa và vũ khí mạnh để tháp tùng hạm đội chiến trận. Con tàu dài 311 ft 9 in (95,02 m) và có trọng lượng choán nước 1.525 tấn Anh (1.549 t) khi nổi và 2.424 tấn Anh (2.463 t) khi lặn. Chúng trang bị động cơ diesel dẫn động máy phát điện để cung cấp điện năng cho bốn động cơ điện, đạt được công suất 5.400 shp (4.000 kW) khi nổi và 2.740 shp (2.040 kW) khi lặn, cho phép đạt tốc độ tối đa 21 hải lý trên giờ (39 km/h) và 9 hải lý trên giờ (17 km/h) tương ứng. Tầm xa hoạt động là 11.000 hải lý (20.000 km) khi đi trên mặt nước ở tốc độ 10 hải lý trên giờ (19 km/h) và có thể hoạt động kéo dài đến 75 ngày và lặn được sâu tối đa 300 ft (90 m).
Lớp tàu ngầm Gato được trang bị mười ống phóng ngư lôi 21 in (530 mm), gồm sáu ống trước mũi và bốn ống phía phía đuôi tàu, chúng mang theo tối đa 24 quả ngư lôi. Vũ khí trên boong tàu gồm một hải pháo 3 inch/50 caliber, và thường được tăng cường một khẩu pháo phòng không Bofors 40 mm nòng đơn và một khẩu đội Oerlikon 20 mm nòng đôi, kèm theo súng máy .50 caliber và .30 caliber. Tiện nghi cho thủy thủ đoàn bao gồm điều hòa không khí, thực phẩm trữ lạnh, máy lọc nước, máy giặt và giường ngủ cho hầu hết mọi người, giúp họ chịu đựng cái nóng nhiệt đới tại Thái Bình Dương cùng những chuyến tuần tra kéo dài đến hai tháng rưỡi.
Halibut được đặt lườn tại Xưởng hải quân Portsmouth ở Kittery, Maine vào ngày 16 tháng 5, 1941. Nó được hạ thủy vào ngày 3 tháng 12, 1941, được đỡ đầu bởi bà P. T. Blackburn, và được cho nhập biên chế cùng Hải quân Hoa Kỳ vào ngày 10 tháng 4, 1942 dưới quyền chỉ huy của Hạm trưởng, Trung tá Hải quân Philip H. Ross.

## Lịch sử hoạt động

### 1942

#### Chuyến tuần tra thứ nhất
Sau khi hoàn tất việc chạy thử máy huấn luyện ngoài khơi New London, Connecticut vào ngày 23 tháng 6, 1942 và sửa chữa sau chạy thử máy, Halibut chuẩn bị để được điều động sang khu vực Mặt trận Thái Bình Dương. Nó rời Căn cứ Tàu ngầm Hải quân New London để đi sang quần đảo Hawaii, đi đến Trân Châu Cảng vào ngày 27 tháng 6. Nó khởi hành vào ngày 9 tháng 8 cho chuyến tuần tra đầu tiên tại khu vực quần đảo Aleut, truy lùng tàu bè đối phương tại Chichagof Harbor và vùng biển ngoài khơi đảo Kiska, và đấu pháo tay đôi với một tàu chở hàng vào ngày 23 tháng 8. Không tìm thấy mục tiêu thích hợp, nó kết thúc chuyến tuần tra tại Dutch Harbor vào ngày 23 tháng 9.

#### Chuyến tuần tra thứ hai
Tiếp tục hoạt động tại khu vực quần đảo Aleut trong chuyến tuần tra thứ hai, Halibut rời Dutch Harbor vào ngày 2 tháng 10, và trồi lên mặt nước để tấn công bằng ngư lôi một tàu chở hàng lớn vào ngày 11 tháng 10. Đối thủ thực ra là một tàu Q-ship ngụy trang đã phản công chiếc tàu ngầm bằng hải pháo và ngư lôi, buộc Halibut phải lặn xuống để cơ động né tránh. Nó quay trở về Dutch Harbor vào ngày 23 tháng 10, và về đến Trân Châu Cảng vào ngày 31 tháng 10.

#### Chuyến tuần tra thứ ba
Trong chuyến tuần tra thứ ba từ ngày 22 tháng 11, 1942 đến ngày 15 tháng 1, 1943 tại khu vực bờ biển Đông Bắc Nhật Bản, Halibut theo dõi một đoàn tàu vận tải trong đêm 9 tháng 12 và tấn công vào sáng hôm sau, gây hư hại cho chiếc tàu chở quân Uyo Maru (6.376 tấn). Nó tiếp tục đánh chìm tàu chở hàng Gyokusan Maru (1.970 tấn) bằng hai quả ngư lôi vào ngày 12 tháng 12, rồi đến ngày 16 tháng 12 lại đánh chìm được tàu chở hàng Shingo Maru (4.740 tấn), đồng thời buộc chiếc tàu chở hàng Genzan Maru (5.708 tấn) phải mắc cạn trên bờ và bị loại bỏ sau đó. Chiếc tàu ngầm kết thúc chuyến tuần tra tại Trân Châu Cảng.

### 1943

#### Chuyến tuần tra thứ tư
Khởi hành từ Trân Châu Cảng cho chuyến tuần tra thứ tư vào ngày 8 tháng 2, Halibut hoạt động dọc theo tuyến đường hàng hải giữa Nhật Bản và Kwajalein, theo dõi một tàu chở hàng vào sáng ngày 20 tháng 2, rồi đánh chìm chiếc tàu chở quân Shinkoku Maru (3.991 tấn) vào tối hôm đó. Ở phía Đông Bắc căn cứ Truk vào ngày 3 tháng 3, nó phát hiện và tấn công chiếc tàu phụ trợ Nichiyu Maru (6.818 tấn), rồi phải lặn xuống để né tránh phản công của đối phương; Nichiyu Maru được kéo về Apra Harbor, Guam, nhưng hư hại quá mức sửa chữa và bị loại bỏ sau đó. Chiếc tàu ngầm kết thúc chuyến tuần tra tại Trân Châu Cảng vào ngày 30 tháng 3.

#### Chuyến tuần tra thứ năm
Tiếp tục hoạt động tại vùng biển chung quanh Truk trong chuyến tuần tra thứ năm từ ngày 10 tháng 6, Halibut tấn công một đoàn tàu vào ngày 23 tháng 6 nhưng không có kết quả và phải lặn xuống né tránh mìn sâu của đối phương. Nó tiếp tục tấn công một đoàn tàu xuất phát từ Kisarazu, Nhật Bản, đánh trúng một quả ngư lôi vào tàu chở quân Aikoku Maru (10.437 tấn); rồi tiếp tục tấn công tàu sân bay hộ tống Un'yō vào ngày 10 tháng 7, trước khi quay trở về Midway vào ngày 28 tháng 7.

#### Chuyến tuần tra thứ sáu
Khởi hành từ Midway cho chuyến tuần tra thứ sáu vào ngày 20 tháng 8, Halibut cùng các tàu ngầm Searaven (SS-196) và Pompano (SS-181) hướng sang khu vực hoạt động ngoài khơi bờ biển các đảo Honshū và Hokkaido, bao gồm eo biển Tsugaru. Phát hiện một tàu buôn được một tàu khu trục lớp Shiratsuyu hộ tống, nó phóng hai quả ngư lôi nhắm vào viếc tàu khu trục nhưng bị trượt, và sau đó phải chịu đựng đợt tấn công suốt tám giờ với 43 quả mìn sâu được chiếc tàu khu trục cùng một tàu hộ tống khác thả xuống. Sang ngày hôm sau nó hướng đến vịnh Iburi, Hokkaido, đánh chìm tàu chở hàng Taibun Maru (6.581 tấn) với ba quả ngư lôi. Hai tàu tuần tra đối phương đã phản công sau đó, thả 24 quả mìn sâu, và chiếc tàu ngầm khi rút lui đã vô tình băng qua một bãi thủy lôi.
Đi đến eo biển Tsugaru, Halibut phát hiện một tàu chở hàng qua radar trong hoàn cảnh thời tiết sương mù, và phóng sáu quả ngư lôi nhưng không trúng đích. Quay trở lại vùng bờ biển giữa Erimo và Muroran, nó lại phóng bốn quả ngư lôi vào một mục tiêu phát hiện qua radar vào sáng sớm ngày 6 tháng 9, đánh chìm được tàu chở hàng Shogen Maru (3.362 tấn). Đêm đó, nó phát hiện qua radar một tàu khu trục và phóng bốn quả ngư lôi mà không có kết quả; đó thực ra là tàu tuần dương hạng nhẹ Nachi, và một quả ngư lôi đã trúng đích nhưng không kích nổ. Trên đường quay trở về, nó tiêu diệt một thuyền buồm bằng hải pháo vào đêm 7 tháng 9, rồi ghé về Midway để tiếp nhiên liệu và thực phẩm trước khi về đến Trân Châu Cảng vào ngày 16 tháng 9 cho một đợt tái trang bị đầy đủ.
Trong thời gian được tái trang bị, Halibut tham gia vào việc thử nghiệm ngư lôi khi phóng ngư lôi từ những ống phóng phía đuôi của nó vào vách đá tại đảo Kahoolawe; ống phóng phía đuôi được sử dụng để đảm bảo an toàn do có những báo cáo về việc ngư lôi chệch hướng hay chạy vòng tròn sau khi phóng. Những thử nghiệm trước đây cho thấy một phần ba số ngư lôi Mark 14 không kích nổ sau va chạm, do việc va đập làm biến dạng ngòi nổ trước khi nó kịp kích nổ. Phiên bản cải tiến được chiếc tàu ngầm thử nghiệm cho thấy có hiệu quả tốt hơn gấp ba lần. Ít lâu sau đó, đang khi huấn luyện dưới nước, nó mắc tai nạn va chạm với một tàu khu trục, gây hư hại cho cả hai kính tiềm vọng; hư hại này được nhanh chóng sửa chữa.

#### Chuyến tuần tra thứ bảy
Khởi hành từ Midway cho chuyến tuần tra thứ bảy vào ngày 10 tháng 10 tại khu vực eo biển Bungo, Halibut ghé đến để bổ sung nhiên liệu và sửa chữa một máy phát dùng cho radar SJ mới trang bị. Nó đi đến Okinoshima vào ngày 25 tháng 10, phát hiện một tàu buôn được một tàu hộ tống bảo vệ vào sáng ngày 29 tháng 10, nhưng bị phát hiện nên không thể tấn công. Đến sáng ngày 1 tháng 11, nó phát hiện bảy tàu buôn được ba tàu phóng lôi lớp Ōtori hộ tống, phóng ba quả ngư lôi ở khoảng cách 6.500 yd (5,9 km) lúc 06 giờ 52 phút nhưng không trúng đích. Khi tiếp tục theo đuổi đoàn tàu, nó bỗng phát hiện tín hiệu radar từ tàu ngầm bạn; Seahorse (SS-304) và Trigger (SS-237) đã theo dõi cùng một mục tiêu, và mỗi chiếc đã đánh chìm được hai tàu buôn của đoàn tàu vận tải này.
Đến sáng ngày 2 tháng 11, Halibut bắt kịp hai tàu buôn bị rớt lại từ đoàn tàu vận tải, và phóng ba  quả ngư lôi nhắm vào chiếc Ehime Maru (4.653 tấn). Cho dù đã trúng hai quả ngư lôi và sắp chìm, chiếc tàu buôn vẫn quay mũi tìm cách húc vào chiếc tàu ngầm, buộc nó phải cơ động lẫn tránh, nên mất dấu radar chiếc tàu buôn thứ hai. Halibut phóng tiếp ba quả ngư lôi ở khoảng cách xa nhưng không trúng đích, và khi tiếp cận gần trên mặt biển, chiếc tàu buôn được vũ trang mạnh bắt đầu kháng cự lại chiếc tàu ngầm bằng hải pháo khá chính xác, giữ được khoảng cách xa giữa hai bên. Chiếc tàu ngầm phóng thêm sáu quả ngư lôi nữa nhắm vào chiếc tàu buôn nhưng vẫn bị trượt.
Sau khi tiếp tục tuần tra tại vùng biển Ōsumi về phía Nam bán đảo Kagoshima, Halibut hướng lên phía Bắc sau khi nhận được tin tình báo một đội đặc nhiệm bao gồm cả tàu sân bay đang đi qua eo biển Bungo. Nó phát hiện hạm đội đối phương vào sáng ngày 5 tháng 11, và phóng một loạt sáu quả ngư lôi nhắm vào tàu sân bay Jun'yō, đánh trúng một quả vào bánh lái khiến đối thủ không thể cơ động. Chiếc tàu ngầm phải lặn sâu đến 350 ft (110 m) để tránh sự truy đuổi của ba tàu hộ tống với 13 quả mìn sâu. Nó kết thúc chuyến tuần tra khi quay về Trân Châu Cảng vào ngày 17 tháng 11.

### 1944

#### Chuyến tuần tra thứ tám
Khởi hành từ Trân Châu Cảng vào ngày 14 tháng 12 cho cho chuyến tuần tra thứ tám, Halibut tham gia một đội tấn công phối hợp "Bầy sói" bao gồm các tàu ngầm Haddock (SS-231) và Tullibee (SS-284), và đi đến khu vực tuần tra chung quanh quần đảo Mariana. Vào ngày 26 tháng 12, nó bị máy bay đối phương tấn công, bị ném ba quả bom nhưng không bị hư hại gì. Trong những tuần lễ tiếp theo họ không bắt gặp mục tiêu nào, rồi đụng độ với tàu khu trục Asashio và bị đối phương phản công với 21 quả mìn sâu. Đến ngày 17 tháng 1, Halibut tách khỏi "Bầy sói" để quay trở về Midway do thiếu hụt nhiên liệu.
Halibut hoạt động độc lập trong nhiệm vụ tuần tra Apra Harbor và Tanapag Harbor, rồi trên đường quay trở về đã trinh sát tàu tuần dương hạng nhẹ Katori gần Saipan. Nó bị máy bay đối phương tấn công bằng mìn sâu vào ngày 23 tháng 1 trong khi tìm cách tiếp cận tàu sân bay hộ tống Unyō, vốn đã bị tàu ngầm Haddockgây hư hại trước đó, tại khu vực neo đậu Garapan. Halibut buộc phải lặn xuống đến độ sâu 405 foot (123 m) để lẫn tránh kẻ tấn công, và ở lại dưới nước trong hơn 13 giờ. Con tàu quay trở về Midway vào ngày 1 tháng 2 để tái trang bị, nơi thùng dằn chính của con tàu bị hư hại trong một cơn bão. 

#### Chuyến tuần tra thứ chín
Lên đường vào ngày 21 tháng 3 cho chuyến tuần tra thứ chín, Halibut hoạt động tại vùng biển chung quanh Okinawa, tại khu vực quần đảo Ryūkyū rộng 90 mi × 250 mi (140 km × 400 km). Khi di chuyển giữa Amami Ōshima và Tokunoshima vào ngày 12 tháng 4, nó đụng độ một tàu chở hàng được ba tàu hộ tống bảo vệ đang hướng xuống phía Nam, và ba quả ngư lôi phóng ra đã nhanh chóng đánh chìm chiếc Taichu Maru (3.213 tấn). Ba tàu hộ tống đã phản công khi thả 18 quả mìn sâu, nhưng không gây hư hại gì cho chiếc tàu ngầm. Tuy nhiên việc chiếc tàu buôn bị đánh chìm đã báo động lực lượng đối phương, và máy bay cùng tàu chiến Nhật Bản đã tăng cường hoạt động tại khu vực, nên không thể hoạt động hiệu quả trong suất hai tuần lễ tiếp theo, ngay cả khi nó mở rộng phạm vi hoạt động sang vùng biển Hoa Đông.
Đang khi di chuyển giữa đảo Iheya và Okinawa vào sáng sớm ngày 26 tháng 4, Halibut phát hiện ba tàu buôn được các tàu hộ tống bảo vệ. Nó tiếp cận mục tiêu trong nhiều giờ tiếp theo, rồi phóng một loạt sáu quả ngư lôi nhắm vào hai tàu buôn ở khoảng cách 3.000 thước Anh (2.700 m), ghi được hai quả trúng đích và khiến cho đoàn tàu đối phương phải phân tán. Sau khi lặn xuống để né tránh phản công, nó quay trở lại tiếp cận một chiếc bị tách rời khỏi đoàn tàu, và phóng bồi hai quả ngư lôi đánh chìm tàu chở hành khách Genbu Maru (1.872 tấn). Không lâu sau đó nó đụng độ một tàu nhỏ có trang bị sonar, và đã tấn công từ khoảng cách 900 thước Anh (820 m), đánh chìm chiếc tàu rải mìn duyên hải Kanome (450 tấn). Chiếc tàu ngầm phải lặn sâu né tránh khi máy bay ném bom đối phương xuất hiện, cùng với các tàu hộ tống thả khoảng 90 quả mìn sâu nhưng không gây nguy hiểm gì cho Halibut. Đến ngày 29 tháng 4, ngoài khơi bờ biển Đông Bắc Kume Shima, nó đã nả 50 phát đạn pháo nhắm vào hai nhà kho cùng những công trình khác.
Hai ngày sau đó, Halibut tấn công một nhóm 18 thuyền buồm về phía Đông Okinawa, làm nổ tung hai chiếc. Hỏa lực bắn trả của đôi phương khiến ba thủy thủ bị thương, trong đó một người bị thương nặng. Vì vậy nó lên đường quay trở về Midway sớm hơn lịch trình, gặp gỡ tàu ngầm Perch (SS-176) và đón lên tàu một bác sĩ được phái từ Midway để chăm sóc thương binh, rồi về đến Midway vào ngày 11 tháng 5, nhưng giữ lại người thương binh trên tàu để tiếp tục hành trình quay về vùng bờ Tây, đi đến Trân Châu Cảng vào ngày 15 tháng 5, và đến San Francisco, California vào ngày 24 tháng 5. Người thương binh được đưa vào Bệnh viện Hải quân Oak Knoll, và thủy thủ đoàn được nghỉ phép trong khi chiếc tàu ngầm được đại tu tại xưởng tàu của hãng Bethlehem Steel. Con tàu có một số thay đổi trong quá trình đại tu, bao gồm bộ sonar thụ động mới, nâng cấp pháo phòng không Oerlikon 20 mm lên Bofors 40 mm, và bổ sung một bàn hải đồ tự động. Nó cũng được trang bị kiểu ngư lôi Mark 18 mới vận hành bằng điện.

#### Chuyến tuần tra thứ mười
Sau khi hoàn tất việc đại tu, Halibut đi đến Trân Châu Cảng vào ngày 20 tháng 9, rồi lên đường vào ngày 8 tháng 10, cho chuyến tuần tra thứ mười trong thành phần một đội phối hợp "Bầy sói" bao gồm các tàu ngầm Haddock và Tuna (SS-203). Đơn vị bỏ qua Midway để đi thẳng đến căn cứ mới Tanapag Harbor, Saipan, vừa chiếm được từ tháng 6, nơi họ được tiếp liệu trước khi lên đường vào ngày 21 tháng 10, hướng đến khu vực tuần tra được chỉ định giữa Đài Loan và Luzon.
Đi đến eo biển Luzon vào ngày 25 tháng 10, "Bầy sói" được lệnh truy kích Lực lượng phía Bắc Nhật Bản dưới quyền Phó đô đốc Jisaburo Ozawa đang rút lui sau Trận chiến ngoài khơi mũi Engano, phát hiện đối phương lúc khoảng 17 giờ 30 phút. Halibut lặn xuống khi phát hiện một thiết giáp hạm ở khoảng cách 30.000 yd (27.000 m) và đến 18 giờ 43 phút đã phóng một loạt sáu quả ngư lôi nhắm vào Ise từ khoảng cách 3.400 yd (3.100 m). Các tàu hộ tống Nhật lúc này lại cơ động đổi hướng, và một tàu khu trục đã băng ngang hướng đi của các quả ngư lôi, nên đã trúng ngư lôi và bị đắm, nhiều khả năng là chiếc Akizuki. Nó mất dấu những tàu còn lại vào sáng hôm sau, nên quay trở lại khu vực eo biển Luzon. Vào ngày 28 tháng 10, nó bị máy bay tuần tra đối phương tấn công nhưng không bị hư hại gì, nhưng trong hai tuần lễ tiếp theo, thời tiết xấu khiến nó không tìm thấy mục tiêu phù hợp nào khác ngoại trừ chiếc tàu bệnh viện Hikawa Maru.
Vào ngày 13 tháng 11, Halibut ghi nhận đối phương tăng cường các phi vụ chống tàu ngầm. Đến sáng ngày 14 tháng 11, nó tiến vào eo biển Bashi, và đến khoảng giữa trưa đã phát hiện một đoàn tàu vận tải được hộ tống đang hướng lên phía Bắc. Chiếc tàu ngầm phóng bốn quả ngư lôi tấn công từ khoảng cách 3.100 yd (2.800 m). Trong khi lặn xuống và đổi hướng, nó bị một máy bay ném bom Mitsubishi G3M trang bị máy dò từ trường bất thường phát hiện và bị ném năm quả bom. Khi Halibut lặn xuống độ sâu 325 foot (99 m) để lẫn tránh, nó dò thấy tín hiệu sonar từ hai tàu hộ tống đối phương, rồi một vụ nổ lớn gây hư hại nặng cho tháp chỉ huy, buộc mọi người phải di tản khỏi nơi đây. Một loạt các đợt tấn công tiếp theo do tàu tuần tra CD-6 thực hiện đã gây hư hại thiết bị trong phòng điều khiển, phòng ắc-quy phía trước, phòng ngư lôi phía trước và dàn khí nén chính. Đợt tấn công đẩy con tàu xuống đến độ sâu 420 ft (130 m), và áp lực không khí trong tàu tăng lên đến 52 psi (360 kPa). Thủy thủ đoàn buộc phải cách ly các ngăn bị hư hại và dần dần xả áp lực lên các khoang khác của con tàu.
Không thấy các đợt tấn công tiếp theo, Halibut từ từ trồi lên độ sâu 300 ft (91 m), là độ sâu lặn thường lệ của nó, và bắt tay vào việc sửa chữa. Đến đêm, nó nổi lên mặt nước và hướng đến các tàu đồng đội trong nhóm "Bầy sói". Radar được khôi phục hoạt động, nhưng chiếc tàu ngầm vẫn không máy đo độ sâu, la bàn, con quay hồi chuyển cùng một số hệ thống khác; hư hại chủ yếu chịu đựng ở thân tàu. Đến 21 giờ 30 phút, nó liên lạc được với tàu ngầm Pintado (SS-387) cùng đội "Bầy sói" hoạt động về phía Bắc Halibut. Sau khi chuyển tiếp báo cáo về Bộ chỉ huy Tàu ngầm Hạm đội Thái Bình Dương, Pintado được lệnh hộ tống cho Halibut suốt quãng đường 1.500 mi (2.400 km) quay trở về Saipan. Halibut đã lặn một chặng ngắn trong hành trình này, là lần cuối cùng nó tiến hành lặn dưới nước. Nó về đến Tanapag Harbor vào trưa ngày 19 tháng 11.

### Số phận
Về đến Trân Châu Cảng vào ngày 1 tháng 12, Halibut được nhanh chóng xác định đã bị hư hại quá mức có thể sửa chữa hiệu quả, và là môt tổn thất toàn bộ. Nó được gửi trở lại Căn cứ Tàu ngầm Hải quân New London để có thể sử dụng như một tàu huấn luyện cố định, rời Trân Châu Cảng vào ngày 5 tháng 12, và đi đến San Francisco vào ngày 12 tháng 12. Nó lại lên đường vào ngày 16 tháng 2, 1945 để đi sang Portsmouth, New Hampshire thuộc vùng bờ Đông.
Halibut được cho xuất biên chế tại Xưởng hải quân Portsmouth vào ngày 18 tháng 7, 1945. Tên nó được cho rút khỏi danh sách Đăng bạ Hải quân vào ngày 8 tháng 6, 1946; rồi con tàu được bán cho hãng Quaker Shipyard and Machinery Company tại Camden, New Jersey để tháo dỡ vào ngày 10 tháng 1, 1947.
Lá cờ chiến trận của Halibut, cùng với ảnh thủy thủ đoàn cùng các hiện vật khác, được lưu giữ tại Bảo tàng Tàu ngầm Hạm đội Thái Bình Dương, bên cạnh Đài tưởng niệm USS Arizona tại Trân Châu Cảng, Hawaii.

## Phần thưởng
Halibut được tặng thưởng danh hiệu Đơn vị Tuyên dương Hải quân cùng bảy Ngôi sao Chiến trận do thành tích phục vụ trong Thế Chiến II. Nó được ghi công đã đánh chìm 12 tàu Nhật Bản với tổng tải trọng 45.257 tấn, và gây hư hại cho ít nhất chín chiếc khác.
|  |                                         |  |
|  | Silver star · Bronze star · Bronze star |  |

| Dãi băng Hoạt động Tác chiến  | Dãi băng Hoạt động Tác chiến                                            | Đơn vị Tuyên dương Hải quân                                             | Đơn vị Tuyên dương Hải quân          |
| Huân chương Chiến dịch Hoa Kỳ | Huân chương Chiến dịch Châu Á-Thái Bình Dương với 7 Ngôi sao Chiến trận | Huân chương Chiến dịch Châu Á-Thái Bình Dương với 7 Ngôi sao Chiến trận | Huân chương Chiến thắng Thế Chiến II |